# Isoperla orata
Isoperla orata és una espècie d'insecte plecòpter pertanyent a la família dels perlòdids.

## Hàbitat
En el seu estadi immadur és aquàtic i viu a l'aigua dolça, mentre que com a adult és terrestre i volador.

## Distribució geogràfica
Es troba a Nord-amèrica: el Canadà (Nova Brunswick, Nova Escòcia i el Quebec) i els Estats Units (Connecticut, Florida, Kentucky, Maine, Minnesota, Carolina del Nord, Nou Hampshire, Nova York, Ohio, Pennsilvània, Carolina del Sud, Tennessee, Virgínia, Vermont i Virgínia Occidental).